# Аматуни, Ашот Апетович
Ашо́т Апе́тович Аматуни́ (23 декабря 1923, Александрополь, ЗСФСР — 9 октября 2018, Симферополь, Крым) — советский офицер и военачальник, участник Великой Отечественной войны, Герой Советского Союза (1945). Генерал-майор (СССР, 1980). Генерал-лейтенант (Украина, 2008).

## Биография

### Юношество
Родился 23 декабря 1923 года в армянской семье в городе Ленинакан (ныне г. Гюмри, Армения) ССР Армении в многодетной семье плотника вагонного депо на железной дороге Апета Аматуни. Назван был Ашотом в честь друга отца, рано ушедшего из жизни. В семье помимо него было ещё 11 детей, каждого из которых отец приучил к ответственности и труду, позже Ашот Аматуни говорил, что именно благодаря этим чертам, привитым отцом, он с отличием окончил школу и поступил в Ленинаканский педагогический институт. С 1930 по 1940 годы учился в 51-й железнодорожной средней школе Ленинакана.

### В годы Великой Отечественной войны
В июле 1941 года известие о начале войны заставило его, как и многих советских граждан, явиться в военкомат, добровольцем вступить в ряды Красной армии и уйти на фронт. Вначале был направлен в Тбилисскую военную авиационную школу, через несколько недель переведён в 2-е Орджоникидзевское военно-пехотное училище. Боевая биография Аматуни началась летом 1942 года на Сталинградском направлении в должности пулемётчика, в результате кровопролитных ожесточённых боёв Отдельная курсантская бригада, где служил Ашот Апетович, с боями отступила к Волге. Жестокие бои за стоящий на Волге Сталинград, начавшиеся в июле 1942 года достигли своего апогея в январе 1943 года. 22 января 1943 года, отбивая очередной штурм немцев, пулемётчик Ашот Аматуни был тяжело ранен (перебиты нога и рука); после войны Ашот Апетович вспоминал:
Несколько дней я находился между жизнью и смертью. Мучительно было ощущать свою беспомощность. Я ненавидел себя, лежащего на койке в то время, когда мои друзья уже закрывали крышку громадного котла, в который они загнали громадную армию Паулюса. О, если б я смог тогда подняться…
 Раненого Аматуни под покровом ночи на санитарной барже в течение семи дней доставили в госпиталь, дислоцировавшийся в Саратове. После выздоровления по личной просьбе был направлен в танковые войска и зачислен курсантом в Саратовское бронетанковое училище. После окончания училища в первые дни 1944 года младший лейтенант А. Аматуни был назначен на должность командира танка, после чего командируется в Омск для получения боевой машины Т-34, о которой позже он говорил:
Удивительная машина! Представьте себе компактную, верткую, надежно защищённую броней машину, способную в одиночку решить судьбу любого локального боя. Вес танка — 34 тонны. Лобовая броня — 80 миллиметров, башенная — 65. Скорость на марше — более 50 километров в час. Трудно поверить, что такой тяжеловес так разгонялся. Да и пушечка у «тридцатьчетверки» — будь здоров! Сначала её калибр был 76 миллиметров, к концу войны «подрос» до 85. Для любого немецкого танка такой выстрел был смертелен. Боезапас на борту — 7 ящиков по 8 снарядов. «Клепали» Т-34 в трёх городах Союза: Омске, Челябинске и Нижнем Тагиле. Это была замечательная машина…
Вновь прибыл на фронт в феврале 1944 года, командиром танкового взвода 135-й танковой бригады 23-го танкового корпуса на 3-м Украинском фронте. Участник Березнеговато-Снигирёвской наступательной операции. Особо отличился взвод молодого лейтенанта в боях под Тирасполем, появившись в тылу гитлеровцев и застав последних врасплох, взвод Аматуни переломил ход боя.
В начале лета 1944 года переведён в 107-ю танковую бригаду 16-го танкового корпуса 2-й танковой армии, в составе которой прошёл до конца войны (позднее, в ноябре 1944 года, с получением гвардейского звания бригада стала 49-й гвардейской танковой бригадой, а корпус — 12-м гвардейским танковым корпусом 2-й гвардейской танковой армии). За освобождение Варшавы Ашот Апетович получил свой орден Красного Знамени в придачу к уже имеющемуся ордену Красной Звезды. Тогда уже старший лейтенант, командир танковой роты, он возглавил неожиданный, быстрый прорыв немецких укреплений, рассек их оборону и позволил советской ударной группе ворваться в польскую столицу.
14 января 1945 года по 22 января 1945 года — командир 1-й танковой роты (3-го танкового батальона 49-й гвардейской танковой Вапнярской Краснознамённой ордена Суворова бригады). Гвардии старший лейтенант Аматуни участвовал в боях по разгрому немецких оккупантов, проявил мужество и героизм. С 16 по 22 января 1945 года — рота под его командованием беспрерывно действовала в передовом отряде бригады. 16 января — рота стремительно ворвалась в город Сохачев, отрезав пути отхода противнику. 19 января — ворвавшись в город Любень, на аэродроме уничтожил 17 самолётов с лётным составом. А 22 января 1945 года, ворвавшись в город Иновроцлав, отрезал пути отхода противника и захватил подвижной состав в количестве трёх эшелонов. Всего в Висло-Одерской операции рота гвардии старшего лейтенанта Ашота Аматуни с 16 по 23 января 1945 года действовала беспрерывно в передовом отряде танковой бригады. 16 января 1945 года на подступах к городу Сохачев рота уничтожила: паровозов — 3, железнодорожных составов с продовольствием и военным имуществом — 3. В ночь с 16 на 17 января 1945 года рота стремительно ворвалась в город Сохачев, отрезала пути отхода противнику, при этом уничтожила: автомашин — 110, пушек — 2, зенитных установок — 2, шестиствольных минометов — 6. Захватила складов с вооружением и продовольствием — 8. Уничтожила солдат и офицеров — 300 человек, освободил советских военнопленных — 250 человек и освободила советских граждан — 150 человек.
19 января 1945 года рота стремительно врывается в г. Любень; заметив взлёт немецких самолётов с ближайшего аэродроме, гвардии лейтенант Аматуни атаковал аэродром, где уничтожил 17 самолетов противника и летный состав. При выполнении последующей задачи в ночь с 21 на 22 января 1945 года стремительно ворвался в город Иновроцлав, несмотря на сильный артиллерийский огонь и обстрел фаустпатронами и ружейно-пулеметным огнем, продолжал атаковать врага, где уничтожил танков — 2, пушек — 2. В два часа ночи 22.01.45 г. ворвался на железнодорожную станцию, разбил: паровозов — 3, три эшелона подвижного состава, после чего прорвался на аэродром противника и уничтожил 10 самолетов. Отрезал пути отхода противника из г. Иновроцлав на запад. При попытке противника отойти на запад, мощным огнем уничтожил автомашин — 35, солдат и офицеров противника — 250 человек. За эти подвиги был представлен к званию Героя Советского Союза.

Указом Президиума Верховного Совета СССР от 27 февраля 1945 года
за образцовое выполнение боевых заданий Командования на фронте борьбы с немецкими захватчиками и проявленные при этом отвагу и геройство

 гвардии лейтенанту Аматуни Ашоту Апетовичу присвоено звание Героя Советского Союза с вручением ордена Ленина и медали «Золотая Звезда» (№ 5829).
Вспоминая о событиях, предшествующих его награждению, Аматуни говорил:
К концу войны у меня подобралась удивительно слаженная, бесстрашная, этакая по-ковбойски лихая танковая рота. Рота — это 10 машин, 10 экипажей. Хорошо помню, что, кроме меня, армянина, в роте сражались русские, грузины, молдаване, казахи, украинцы, был один калмык. Кстати, смотрю сегодня на нынешнюю национальную междоусобицу и горько на душе: в войну все были братья, что и предопределило, не сомневаюсь, нашу победу.

Так вот, наша рота, выполняя задачу командования, совершала дерзкие рейды по немецким тылам. Мы наводили на немцев ужас. Хорошо помню: отбили эшелон с женщинами — подневольными рабочими, которых они собирались куда-то перебросить. И еще освободили заключённых двух фашистских концлагерей, в общей сложности около 30 тысяч человек. С каким восторгом эти несчастные встречали нас! Целовали пыльную, закопченную броню, плакали, радостно бежали за танками. К слову, тогда многие танкисты нашей роты были отмечены командиром...
На завершающем этапе войны участвовал в Берлинской наступательной операции. В бою 30 апреля 1945 года у парка Тиргартен его танк был подбит, а сам Аматуни тяжело ранен. До августа лечился в госпитале в Варшаве.

### Послевоенный период
В 1945—1946 годах служил в 49-м гвардейском танковом полку Группы советских оккупационных войск в Германии (г. Нойруппин).
В 1946 году Аматуни, сдав все 13 экзаменов на «отлично», поступил в Военную академию бронетанковых и механизированных войск имени И. В. Сталина (г. Москва), помимо него документы на поступление подали тогда ещё 46 Героев Советского Союза. В 1951 году окончил с отличием эту академию по специальности «офицер танковых войск».
С 1947 года по 1955 годы был избран депутатом Верховного Совета Армянской ССР 2—3 созывов.
С 1951 года — заместитель начальника штаба 196-го танко-самоходного полка в Закавказском военном округе (г. Ахалкалаки, Грузинская ССР).
С 1952 года — командир танкового полка, располагавшегося в Молдавской ССР в городе Тирасполь.
В 1958 году назначается на должность командира 86-й мотострелковой дивизии Одесского военного округа (штаб — г. Бельцы Молдавской ССР).
В 1963 году принято решение сформировать в Крыму 32-й армейский корпус, заместителем командира этого корпуса в том же году был назначен подполковник А. Аматуни.

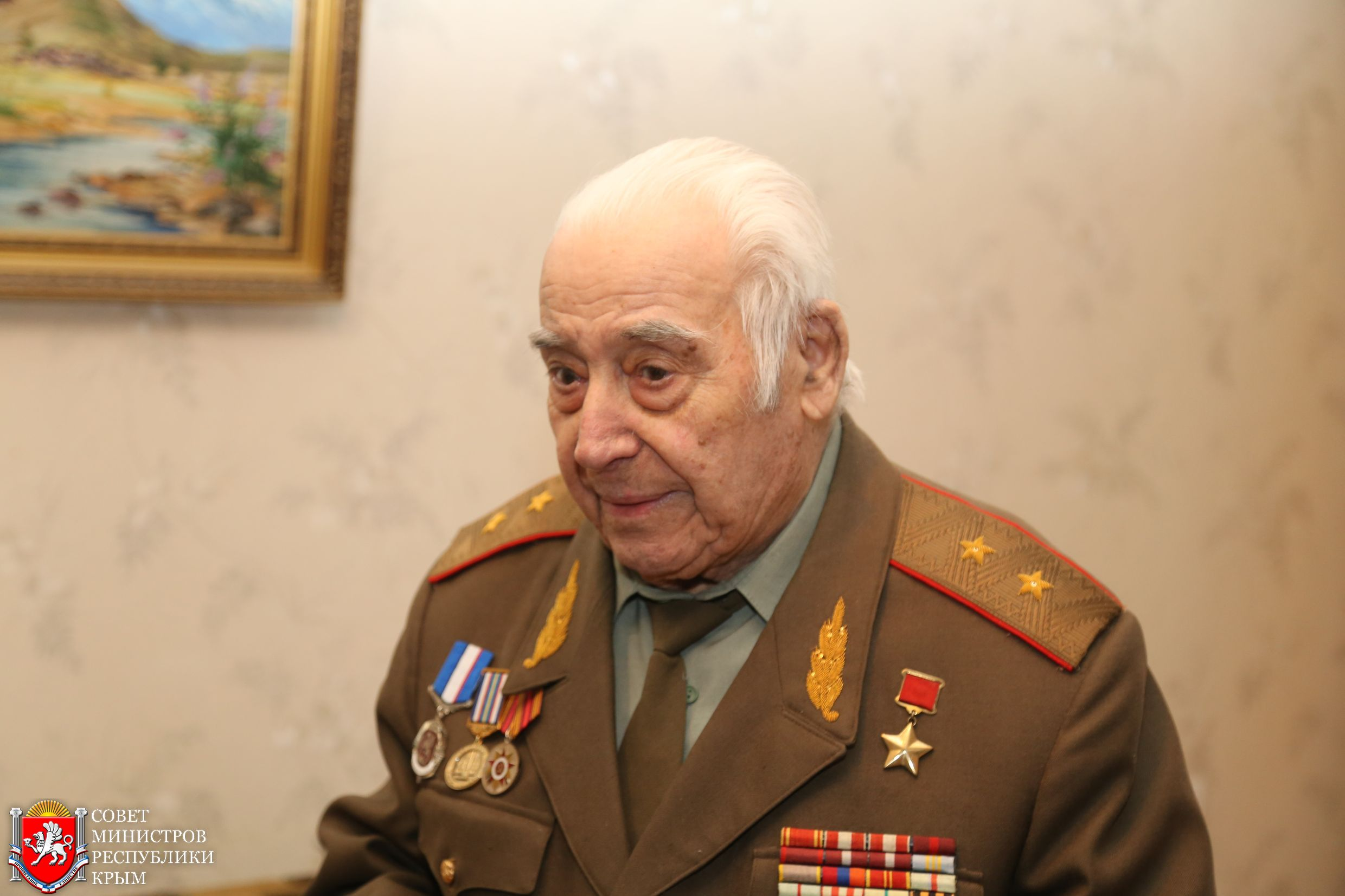
Заместитель Председателя Совета министров РК Игорь Михайличенко 9 декабря 2016 года встретился с Героем Советского Союза Ашотом Аматуни и кавалером ордена Славы 3-х степеней Иваном Клименко.

С 1973 года — заместитель командующего 7-й гвардейской армией Закавказского военного округа (управление — г. Ереван).
С 1981 года — заместитель военного комиссара Армянской ССР.
В 1984 году — уволен в запас из Вооружённых Сил. Однако громадный опыт, высокое военное мастерство Аматуни оказались востребованными, в 1986 году вернулся на военную службу.
Жил в городе Симферополе. В 1984—1995 годах работал директором музея «Армения в Великой Отечественной войне». В 2006—2010 годах — депутат Верховного Совета Автономной Республики Крым V созыва.
В последние годы жизни — старший военный консультант, вёл общественную работу, являлся членом Национального Совета и председателем Совета Старейшин Крымского армянского общества, заместителем председателя совета-председателем комитета ветеранов войны в Крымской республиканской организации ветеранов, членом Совета ветеранов 32-го армейского корпуса.
Скончался 9 октября 2018 года в Симферополе. Похоронен с воинскими почестями 12 октября на Армянском кладбище Симферополя. Являлся последним жившим в Республике Крым Героем Советского Союза.

## Семья
В 1945 году 21-летний Аматуни женился на Нине Арутюнян. Супруги вырастили троих детей: Александра, Владимира и Марину, которые в свою очередь подарили своим родителям 6 внуков и 6 правнуков.

## Воинские звания
- Полковник (8.02.1965)
- Генерал-майор (7.05.1980)
- Генерал-лейтенант (5.05.2008)[11]

## Награды
- Герой Советского Союза (27.02.1945)[3][7][12]
- орден Ленина (27.02.1945)[3][12]
- два ордена Красного Знамени (3.02.1945, …)[3][12]
- орден Отечественной войны I степени (11.03.1985)[12]
- два ордена Красной Звезды (23.03.1944, 30.12.1956)[3][12]
- Орден «За службу Родине в Вооружённых Силах СССР» 3-й степени (30.04.1975)
- Медаль «За боевые заслуги» (17.05.1951)
- другие медали СССР
- Орден «За заслуги» II степени (22 января 2013 года) — за значительный личный вклад в социально-экономическое, научно-техническое, культурно-образовательное развитие Украинского государства, весомые трудовые достижения, многолетний добросовестный труд[13]
- Орден «За заслуги» III степени (30 апреля 2005 года) — за ратные и трудовые заслуги, несокрушимую волю, активную деятельность в ветеранских организациях и патриотическое воспитание молодежи[14]
- Знак отличия Президента Украины — юбилейная медаль «20 лет независимости Украины» (19 августа 2011 года)[15]
- Медаль «Маршал Баграмян» (Армения)
- Медаль «За защиту Республики Крым» (Республика Крым, 24 марта 2017 года) — за значительный вклад в развитие ветеранского движения, героико-патриотическое воспитание молодежи, активную жизненную позицию, многолетний добросовестный труд, высокий профессионализм и в связи с 30-летием со дня создания Крымского республиканского Союза ветеранов и инвалидов войны, труда, военной службы и правоохранительных органов[16]
- Благодарность Председателя Верховной Рады Автономной Республики Крым (2006)[12]
- Знак отличия Автономной Республики Крым «За верность долгу» (2007)[12]

## Память
- 28 марта 2019 года Симферопольский городской совет присвоил средней общеобразовательной школе №30 города Симферополя имя Героя Советского Союза А. А. Аматуни[17].
- 24 июня 2020 года у школы №30 г. Симферополя открыт памятник-бюст Герою Советского Союза генерал-лейтенанту Ашоту Аматуни[18].